# Hevea
El género Hevea comprende nueve especies, la mayoría de la cuenca del Amazonas y del Orinoco, siendo las más importantes  Hevea brasiliensis y Hevea benthamiana, las cuales han dado origen a algunas variedades que poseen un látex de mayor calidad y son resistentes a los ataque de insectos en las hojas. Comprende 6 especies descritas y de estas solo 4 aceptadas.

## Descripción
Son árboles, que alcanzan un tamaño de hasta 20 m o más altos, tallos con látex; plantas monoicas. Hojas alternas, palmaticompuestas, 3 folíolos, elípticos a obovados, de 5–60 cm de largo y 3–16 cm de ancho, acuminados en el ápice, cuneados en la base, márgenes enteros; pecíolos tan largos como los folíolos, glandulosos en el ápice, estípulas deltoideo-subuladas, 2 mm de largo. Inflorescencias paniculadas, terminales o axilares, flores apétalas; yemas de las flores estaminadas acuminadas, cáliz ca 5 mm de largo, amarillo-crema, lobos 5, valvados, acuminados, disco pequeño, 5-lobado, estambres 10, filamentos connados, anteras ca 0.5 mm de largo, sésiles, dispuestas en los lados de la columna puntiaguda, pistilodio ausente; flores pistiladas con pedicelos hasta 12 cm de largo cuando en fruto, cáliz de 7 mm de largo, disco rudimentario, ovario 3-locular, seríceo, 1 óvulo por lóculo, estigmas sésiles. Fruto capsular; semillas elipsoidales, 2–3.5 cm de largo, carunculadas.

## Taxonomía
El género fue descrito por Jean Baptiste Christophore Fusée Aublet y publicado en Histoire des Plantes de la Guiane Françoise 2: 871, pl. 335. 1775. La especie tipo es: Hevea guianensis Aubl.	

## Especies aceptadas
A continuación se brinda un listado de las especies del género Hevea aceptadas hasta marzo de 2014, ordenadas alfabéticamente. Para cada una se indica el nombre binomial seguido del autor, abreviado según las convenciones y usos.
- Hevea benthamiana Müll.Arg. – Venezuela, SE de Colombia, N de Brasil
- Hevea brasiliensis (Willd. ex A.Juss.) Müll.Arg. – árbol de caucho ará – Brasil, Guayana Francesa, Venezuela, Colombia, Perú, Bolivia;  naturalizado en partes de Asia y África y en algunas islas tropicales
- Hevea camargoana Pires – Marajó, Estado de Pará en Brasil
- Hevea camporum Ducke – Estado de Amazonas en Brasil
- Hevea guianensis Aubl. – Venezuela, Ecuador, Perú, Guyana, Surinam, Guayana Francesa, Colombia, N de Brasil
- Hevea microphylla Ule – Venezuela, Colombia, N de Brasil
- Hevea nitida Mart. ex Müll.Arg. – Colombia, estado de Amazonas en Brasil
- Hevea pauciflora (Spruce ex Benth.) Müll.Arg. – Venezuela, Perú, Guyana, Surinam, Guayana Francesa, Colombia, N de Brasil
- Hevea rigidifolia (Spruce ex Benth.) Müll.Arg.  – Vaupés región de Colombia, estado de Amazonas en Brasil
- Hevea spruceana (Benth.) Müll.Arg. – Guayana, estado de Amazonas en Brasil